# Свинаватн
Сви́наватн (исл. Svínavatn, буквально — ‭"Свиное озеро") — озеро в общине Хунабиггд в северной части Исландии. Расположено югу-восточнее Хуна-фьорда на высоте 123 метра над уровнем моря. Площадь поверхности озера составляет 12 км², а размеры — 11,1 на 2,1 км. Наибольшая глубина — 38,5 м. Свинавант неоднократно упоминается в таких исторических источниках, как ‭"Сага о Битве на Пустоши" и «Книга о занятии земли». На берегу озера расположена церковь Аудкюла (исл. Auðkúla), одна из двух восьмиугольных деревянных церквей в Исландии.
Помимо этого озера, в Исландии имеется два других озера меньших размеров с таким же названием. Одно из них, площадью 1,2 км², располагается южнее — в северо-западной части Исландского плато, к западу от озера Блёндюлоун, а другое — на полуострове Снайфедльснес в западной части Исландии.